# Filderstadt

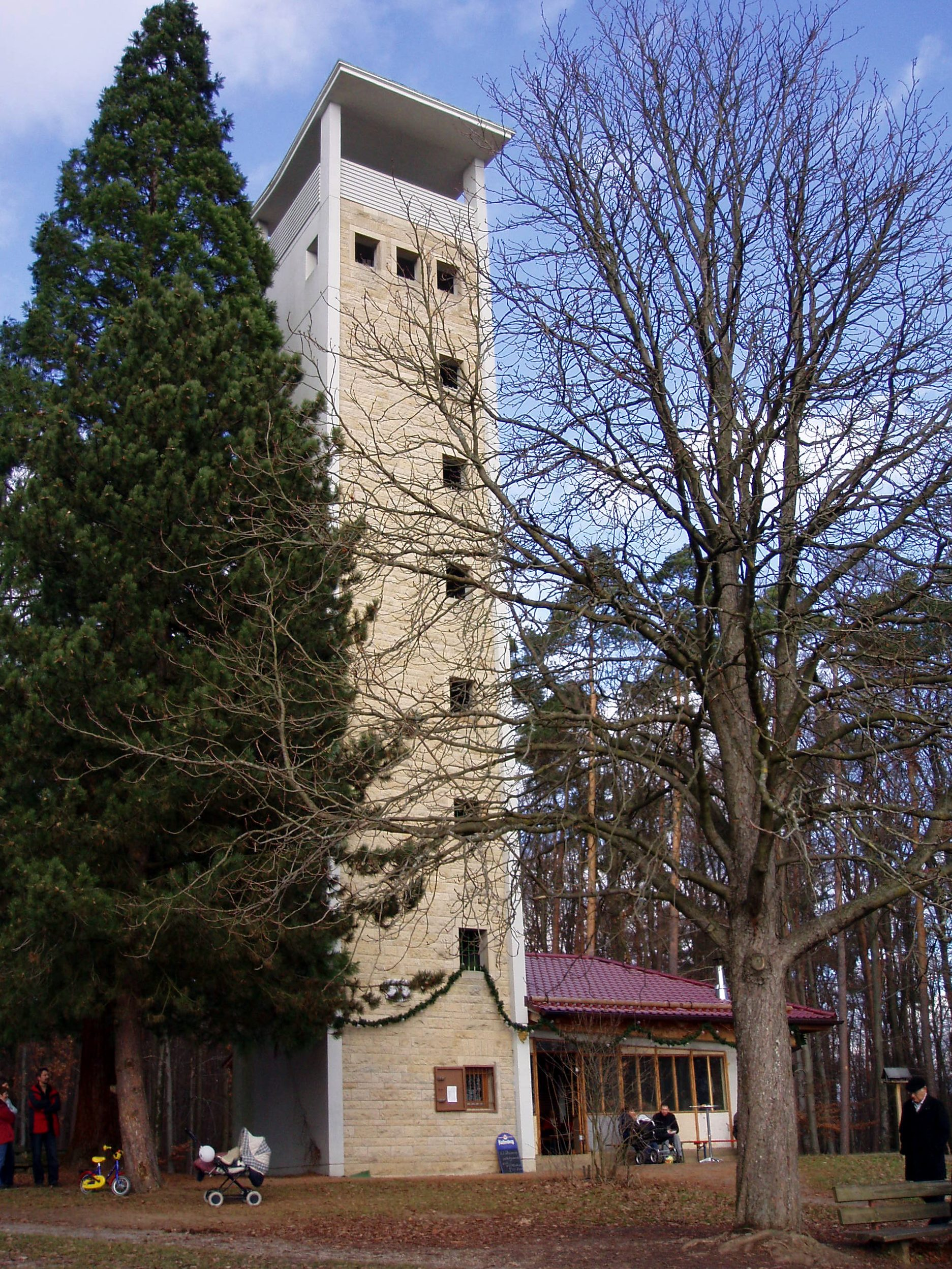
Turnul Uhlberg

Filderstadt este un oraș din landul Baden-Württemberg, Germania.